# Jan Stone
Svatý Jan Stone (anglicky John Stone, † 1539) byl řeholníkem augustiniánského řádu. Zemřel mučednickou smrtí a katolická církev jej uctívá jako světce.

## Život
Narodil se v Canterbury a v mládí vstoupil do augustiniánského řádu. Absolvoval studia bohosloví (získal doktorát teologie) a byl vysvěcen na kněze. Následně byl poslán jako profesor do Droitwich. Po nějaké době se vrátil do konventu v Canterbury.
Zachovával věrnost katolické víře a odmítal uznat snahy krále Jindřicha VIII. o zřízení národní církve (dnešní Anglikánské). Prohlašoval, že král hlavou církve být nemůže, a rovněž odmítal uznat legitimitu Jindřichova rozvodu s jeho první manželkou. S těmito svými názory se nijak netajil, a byl proto zatčen (ze stejných důvodů byli zatčeni a později popraveni např. sv. Jan Fisher a sv. Tomáš More a jiní).
Jan Stone byl odsouzen k trestu smrti. Jeho poslední slova před popravou byla: „Uzavírám svůj apoštolát ve své krvi. V mé smrti je život, protože umírám za svatou věc a za obranu svaté, neposkvrněné Církve.“. Byl sťat, jeho mrtvé tělo bylo rozsekáno na kusy a vystaveno na městské bráně. V roce 1886 byl beatifikován a v roce 1970 kanonizován.